# Liza Umarova
Liza Sulimovna Umarova (en checheno: Iумарийн ЙоI Лиза) (nacida el 12 de marzo de 1965 en Almatý, Kazajistán) es una cantante y actriz chechena.

## Biografía
Liza pasó su infancia en Almaty, Kazajistán. Sus padres habían sido retirados de su pueblo natal en Katyr-Yurt, Chechenia, en febrero de 1944 como resultado de las deportaciones forzadas de la mayoría de los chechenos a Asia Central. En 1982, su padre decidió trasladar a la familia a Chechenia, y se establecieron en Grozny ese año. 

## Carrera
Liza asistió al Instituto de Drama Yaroslavl, donde desarrolló una sólida reputación por su emotivo canto, pero rechazó una carrera musical después de su graduación para casarse, y poco después se convirtió en madre de tres hijos. En 1994, la familia se mudó a Moscú después de que su casa fuera bombardeada durante la primera guerra chechena. En Moscú abrió una pequeña empresa llamada 'Vaynaham', que vendía literatura chechena e ingusetia y grabaciones de audio. Durante este tiempo, se separó de su esposo y crio a sus hijos sola. 
En 1998, realizó su primera grabación con la canción "Motherland", que puso palabras sobre Chechenia al ritmo de "Liberta", un éxito de los años 80 del dúo de pop italiano Al Bano y Romina Power. "Creo que costó $ 50 [hacer la grabación]", dijo. "Estaba cosiendo, ganando dinero para alimentar a los niños en ese momento. Cosí juegos de pañales para bebés recién nacidos. Y tenía mucha tela, rollos de algodón. Vendí todos esos rollos en el mercado, a bajo precio, y recuperé los $ 50 ". 
Luego, continuó haciendo grabaciones de la primera y segunda guerra de Chechenia, con canciones exitosas como "Rise Up, Russia!" , "Grozny, Hero City" y "Our Time Has Not Yet Come". En particular, el sencillo "Grozny, Hero City" ha sido descrito como un himno de Chechenia.
Sin embargo, dice que canta porque "la música siempre me ha afectado emocionalmente, siempre me ha calmado y me ha dado esperanza. La gente se acercó a mí después de un concierto, cuando actué en Chechenia, en Grozny, y me dijeron que estas canciones sanan. Aunque son trágicas, al final siempre hay algo positivo: la esperanza de una buena vida".

## Asalto por motivos raciales
El 6 de septiembre de 2005, cuatro hombres borrachos, de entre 25 y 30 años, golpearon a Liza y su hijo Murad, de 15 años de edad, en su camino al metro. Umarova y su hijo sufrieron numerosas contusiones en el ataque, pero inicialmente decidieron no denunciar el incidente a la policía.
"No vivirás en este país", le dijo uno de los atacantes a, mencionó en una entrevista con el periódico Gazeta.ru . Ella dijo que el atacante le dio "la palabra de un oficial". 
Umarova no es una nacionalista chechena y dijo que estaba avergonzada por su país, Rusia, por este tipo de intolerancia y por la continua guerra brutal. Cuando canta la frase: "Serás libre, Chechenia", en "Patria", tiene en mente "libre de guerra, de violencia, de barbarie", en lugar de un llamado a la independencia, dijo. 
En un artículo publicado el 4 de abril de 2006, The Moscow News informó que tres de los atacantes habían sido condenados por un tribunal de Moscú. Las sentencias iban desde una sentencia suspendida de un año a tres años en un acuerdo de prisión. Después de que los acusados impugnaron la decisión, el caso fue enviado a un nuevo juicio, pero el Tribunal de la Ciudad de Moscú confirmó el veredicto anterior.